# Jeanvion Yulu-Matondo
Jeanvion Yulu-Matondo (ur. 5 stycznia 1986 w Kinszasie) – belgijski piłkarz występujący na pozycji napastnika. Zawodową karierę rozpoczynał w 2005 roku w Club Brugge, skąd w 2007 roku trafił do Rody Kerkrade.
Od 30 stycznia 2011 roku do lata 2011 był zawodnikiem Lewskiego Sofia. Klub zapłacił za niego 200 tysięcy euro. Latem 2011 przeszedł do KVC Westerlo. Grał też w takich klubach jak: Al-Ittihad Aleksandria i Oțelul Gałacz.